# Hullajó!
A Hullajó! (eredeti cím: Braindead, Észak-Amerikában Dead Alive címen is ismert) 1992-ben bemutatott új-zélandi zombis filmvígjáték, amelyet Peter Jackson rendezett. Jim Booth volt a producere, a forgatókönyvet pedig Jackson írta, Fran Walsh és Stephen Sinclair mellett. A főszerepben Timothy Balme, Diana Peñalver, Elizabeth Moody és Ian Watkin látható. 
A filmet az Amerikai Egyesült Államokban 1993. február 12-én mutatták be. Általánosságban pozitív véleményeket kapott a kritikusoktól, azonban bevételi szempontból megbukott.

## Cselekmény
Egy fiatalember édesanyját megharapja egy szumátrai patkánymajom. A nő megbetegszik és meghal, azonban újra életre kel, és kutyákat, ápolónőket, barátokat és szomszédokat gyilkol és eszik meg.

## Szereplők
- Timothy Balme - Lionel Cosgrove
- Diana Peñalver - Paquita María Sánchez
- Elizabeth Moody - Vera Cosgrove 
  - Elizabeth Brimilcombe - zombi Vera
- Ian Watkin - Les bácsi
- Brenda Kendall - McTavish nővér
- Stuart Devenie - McGruder atya 
  - Stephen Papps - Zombie McGruder
- Jed Brophy - Üresség
- Murray Keane - Scroat
- Nora Matheson - Glenis Levestam
- Lewis Rowe - Albert Matheson
- Elizabeth Mullane - Rita
- Harry Sinclair - Roger
- Davina Whitehouse - Paquita nagymamája
- Silvio Famularo - Paquita apja
- Daniel Sabic - Baby Selwyn 
  - Vicki Walker - Baby Selwyn (hang)
- Bill Ralston - Stewart McAlden, az állatkerti tisztviselő.
- Brian Sergent - állatorvos
- Forrest J Ackerman - Forry
- Peter Vere-Jones - a Temetkezési vállalkozó
- Tich Rowney - Barry
- Tony Hiles - állatkerti gondnok
- Peter Jackson (cameo) - temetkezési vállalkozó asszisztense.

## Filmzene
A film zenéjét Peter Dasent szerezte. A filmzene 1992-ben jelent meg a Mana Music kiadásában.
| #   | Cím | Hossz |
| --- | --- | ----- |
| 1.  | The Stars and Moon (Zeneszerző: Jane Lindsay, előadó: Kate Swadling)                                                            | 3:27  |
| 2.  | Sumatra 1957 | 3:20  |
| 3.  | Braindead Theme | 2:31  |
| 4.  | Grandmother's Kitchen | 1:54  |
| 5.  | At The Zoo | 1:54  |
| 6.  | The Throb | 1:50  |
| 7.  | Uncle Henrich | 0:52  |
| 8.  | Funeral Suite | 4:33  |
| 9.  | A Walk in the Park | 2:37  |
| 10. | Heat of My Thoughts | 3:05  |
| 11. | The Death of Mum | 1:32  |
| 12. | 29 Steps to My Baby's Front Door (But I Lose Count at 24) (Zeneszerzője Fane Flaws és Stephen Hinderwell, előadója Fane Flaws.) | 2:21  |
| 13. | Void's Got Guts | 1:37  |
| 14. | Uncle Les Loses the Plot | 2:10  |
| 15. | Zombie Romance | 1:10  |
| 16. | The Masport Waltz | 0:53  |
| 17. | Come to Mummy, Lionel! | 1:00  |
| 18. | The Hero Gets the Girl | 2:19  |
| 19. | The Stars and Moon (Extended version)                                                                                           | 4:09  |
| 22. | Sodomy (from Meet the Feebles)                                                                                                  | 2:12  |

## Bemutató
1992. augusztus 13-án debütált Új-Zélandon, ezt követően 1993. február 12-én Dead Alive címmel az Amerikai Egyesült Államokban, és a nyitóhétvégén 23 765 dolláros bevételt hozott. Végül 242 623 dolláros bevételt ért el az országban.

## Médiakiadás
A filmet többször is kiadták VHS-en, Laserdiscen és DVD-n világszerte. Először 2011 októberében jelent meg Blu-rayen Dead Alive címmel a Lionsgate forgalmazásában, 97 perces vágással.
2018 decemberében Peter Jackson bejelentette, hogy tervezi a Hullajó!, valamint korábbi filmjei, az Ízlésficam és a Meet the Feebles felújítását egy esetleges 4K-s kiadásra.

## Fordítás
- Ez a szócikk részben vagy egészben  a   Braindead (film) című angol Wikipédia-szócikk fordításán alapul.  Az eredeti cikk szerkesztőit annak laptörténete sorolja fel. Ez a jelzés csupán a megfogalmazás eredetét és a szerzői jogokat jelzi, nem szolgál a cikkben szereplő információk forrásmegjelöléseként.